# Dorthe Andersen
Dorthe Andersen (* 29. März 1968) ist eine dänische Sängerin und TV-Moderatorin.

## Hintergrund
Sie gewann zusammen mit Martin Loft den Dansk Melodi Grand Prix und sollte daher beim Eurovision Song Contest 1996 in Oslo auftreten. Mit der Popballade Kun med dig schieden die beiden aber in einer Qualifikationsrunde aus und die Teilnahme blieb ihnen so verwehrt.
Von 2002 bis 2005 moderierte Andersen die dänische Fernsehshow Hvad er det værd?